# Commercial Cross
Commercial Cross est une communauté du Canada située dans le comté de Kings, sur l'Île-du-Prince-Édouard. Elle se trouve au sud de Montague.